# Youth Anthems for the New Order
Youth Anthems for the New Order è il primo album di studio del gruppo hardcore punk-anarcho punk statunitense Reagan Youth. Registrato presso gli High 5 Studios di New York tra il 1983 ed il 1984, l'album venne prodotto con una copertina in doppio formato poster invece di quello tradizionale. Successivamente è stato ripubblicato in Volume 1.

## Tracce
1. New Aryans
2. Reagan Youth
3. (Are You) Happy?
4. I Hate Hate
5. Degenerated
6. U.S.@.
7. (You're a) Gonowhere

## Formazione
- Dave Insurgent - voce
- Paul "Joey Turk" Cripple - chitarra
- Al Pike - basso
- Steve Weinstein - batteria
- Russ, Jerry, Andy Apathy, Poss, Tripper - voci secondarie
- Jerry "Boss" Williams - ingegneria del suono